# Diplacrophor nitens
Diplacrophor nitens är en mångfotingart som beskrevs av Chamberlin 1920. Diplacrophor nitens ingår i släktet Diplacrophor och familjen spindelfotingar. Inga underarter finns listade i Catalogue of Life.